# Silvia Cecchetti
Silvia Cecchetti (Roma, 23 giugno 1970) è una cantante italiana.

## Biografia
Nel 1992 partecipa al Festival di Castrocaro.
L'anno dopo è in gara a Sanremo Giovani, dove si esibisce in Come si cambia ed acquisisce il diritto ad esibirsi al Festival di Sanremo 1994 con Il mondo dove va, con la quale si classifica al nono posto nella sezione Nuove Proposte.
Nello stesso anno viene pubblicato l'album Silvia Cecchetti, comprendente la canzone del Festival ed altre composte da Mario Lavezzi e Mogol. A giugno è tra i partecipanti di Viva Napoli, gara canora dedicata alla canzone partenopea trasmessa da Canale 5 nella quale presenta I' te vurria vasà con cui giunge in finale. In autunno è invece in gara al Festival Italiano con Come un leopardo.
Successivamente inizia con Andrea Bocelli una tournée italiana, americana e canadese in teatri come il Taj Mahal di Atlantic City e il Kodak Theatre di  Los Angeles.
Nel 2009 esce il suo secondo album Tempi diversi, un disco di cover che vanno da Parlami d'amore Mariù, proseguendo per Estate, E se domani, fino ad arrivare a La voce del silenzio.
È coordinatrice dei docenti di canto all'accademia della voce di Monza.

## Discografia
- 1994 Silvia Cecchetti
- 2009 Tempi diversi